# Чилекская чаша

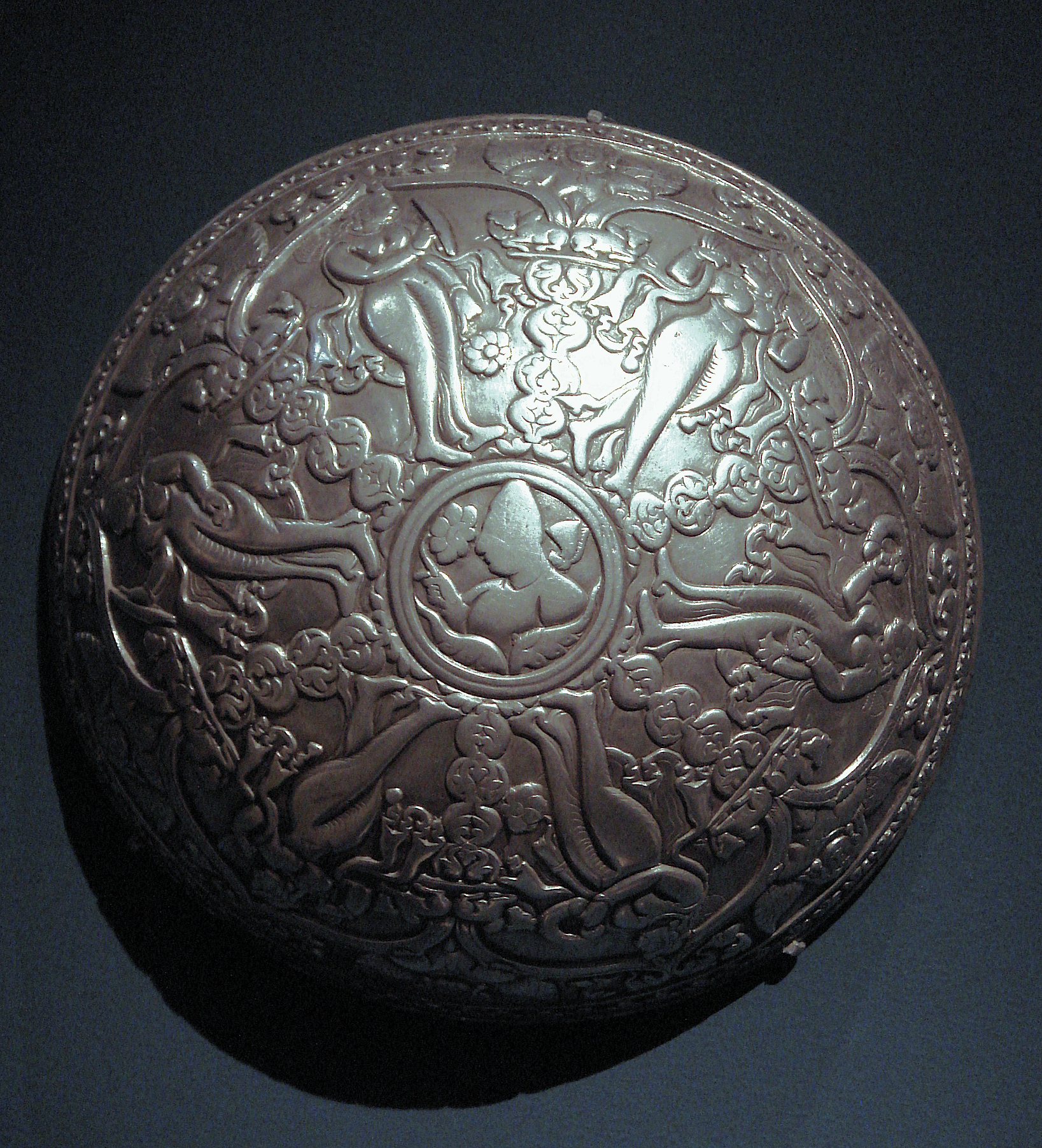
Чилекская чаша

Чилекская чаша — серебряная чаша, найденная в окрестностях Самарканда (Челек) и рассматриваемая как произведение декоративно-прикладного искусства эфталитов (V век). Стилистически чаша близка к искусству Сасанидов.
В центре чаши изображен правитель эфталитов (идентифицируемый как Хингила I), а вокруг него шесть обнаженных танцовщиц.